# Ranunculus donianus
Ranunculus donianus är en ranunkelväxtart som beskrevs av George August Pritzel. Ranunculus donianus ingår i släktet ranunkler, och familjen ranunkelväxter. Inga underarter finns listade i Catalogue of Life.